# رودولف لابان
كان رودولف ڨون لابان (Rudolf von Laban) المعروف أيضًا باسم رودولف لابان ((بالمجرية: Rezső Lábán de Váraljas, Lábán Rezső, Lábán Rudolf)) (15 ديسمبر 1879 - 1 يوليو 1958) فنان رقص ومُنظرًا، جديرًا بالذكر لكونه واحدًا من رواد الرقص الحديث في أوروبا. وضع عمله الأسس لتحليل حركة لابان، تدوين لابان (تصوير حركات لابان)، تطورات أخرى أكثر تحديدًا في تدوين الرقص وتطوير أنواع عديدة من دراسة حركة لابان. وتم اعتباره واحدًا من أكثر الشخصيات أهميةً في تاريخ الرقص والمبارزة.

## الحياة والعمل
وُلد رودولف ڨون لابان في بوزسوني (الآن براتيسلافا) في عام 1879 في مملكة المجر، الإمبراطورية النمساوية-المجرية، في عائلة أرستقراطية. جاءت عائلة والده من طبقة النبلاء الفرنسية (دي لا بان، من الصليبيين الفرنسيين الذين تقطعت بهم السبل في مملكة المجر في القرن الثالث عشر) وطبقة النبلاء المجرية، وكانت عائلة والدته من إنجلترا. كان والده مارشال للإمبراطورية النمساوية-المجرية وحاكما لمقاطعتي البوسنة والهرسك.
وقضى رودولف طفولته في دوائر البلاط في ڨيينا وبراتيسلاڨا -وكذلك البوسنة والهرسك- في مدينتي سراييڨو وموستار.
في البداية، درس لابان العمارة في مدرسة الفنون الجميلة في باريس.
خلال إقامته في باريس، أصبح لابان مهتماً بالعلاقة بين شكل الحركة الإنسانية والمساحة التي تحيط بها. ثم بعد ذلك انتقل إلى ميونيخ في سن الثلاثين وتحت تأثير الراقص/عالم الرقص المنوي هيدي دزينكوسكا وبدأ في التركيز على فن الحركة، والتي أكثر شيوعاً تُسمى الرقص التعبيري، أو فنون الحركة.
في زيورخ في عام 1915، أنشأ لابان معهد علم الرقص وألحقه بفروع تأسست في إيطاليا وفرنسا ووسط أوروبا.
من أعظم مساهماته في الرقص نشره في عام 1928 ل تصوير حركات لابان، نظام تدوين الرقص الذي سُمي تدوين لابان وما زال يُستخدم كواحدٍ من أنظمة تدوين الحركة الابتدائية في الرقص. وتعد نظرياته في علم الرقص والحركة الآن أسساً ل الرقص الحديث. وتم تطبيق هذه النظريات لاحقاً في دراسات ثقافية وتطوير القيادة والاتصال غير اللفظي ومجالاتٍ أخرى.
طوّر لابان فن خورس الحركة، والذي فيه يتحرك عددٌ كبيرٌ من الناس معاً بأسلوبٍ مصمم للرقصة، ولكن يمكن أن يشمل ذلك التعبير الشخصي. وكان هذا الجانب من عمله يرتبط ارتباطاً وثيقاً بمعتقداته الروحية الشخصية، اعتماداً على مزيجٍ من الثيوصوفية الڨيكتورية، الصوفية والسحرية الفين دي سيكل الشعبية. وبحلول عام 1914 التحق لابان ب أخوية معبد الشرق وحضر مؤتمرهم «غير القومي» في تل الحقيقة، أسكونا في عام 1917، حيثما أقام أيضًا ورش عمل تعمم أفكاره.
أسس لابان برنامج الرقص الصيفي في أسكونا في عام 1912 -والذي استمر حتى عام 1914- عندما اندلعت الحرب العالمية الأولى.

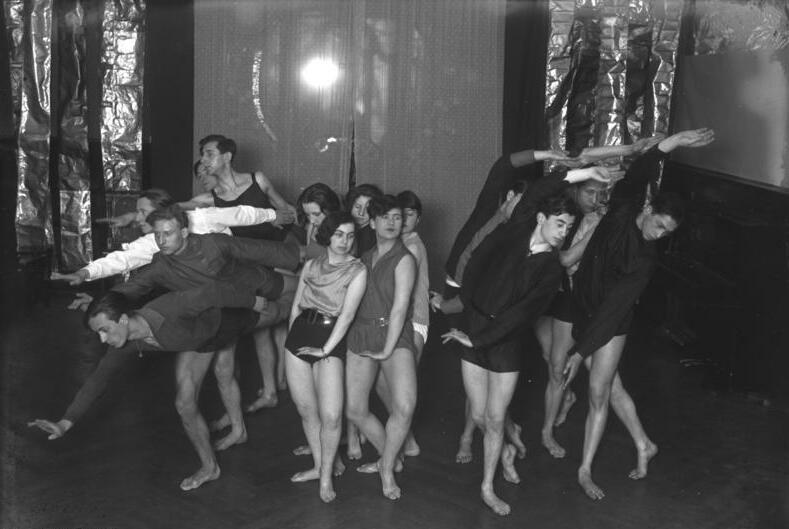
مدرسة رقص لابان في برلين، 1929.

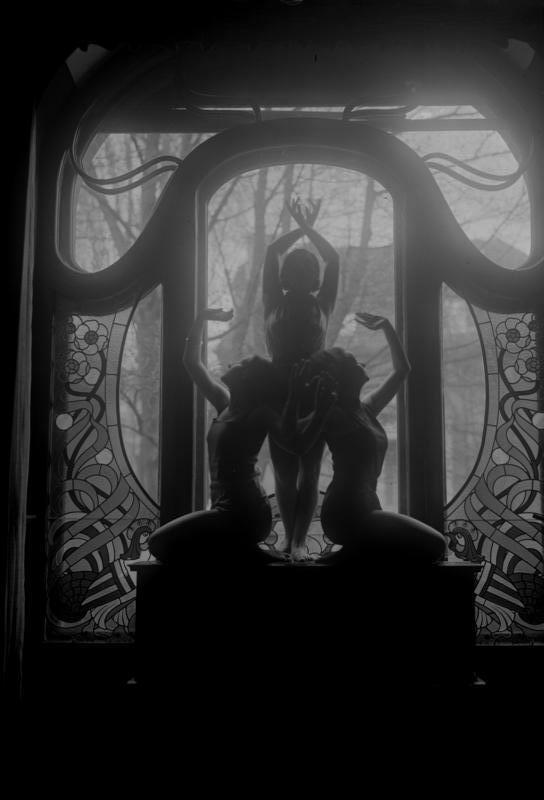
الراقصون في مدرسة رقص لابان في عام 1929.

كان لابان منذ عام 1930 حتى عام 1934 مدير مسارح الدولة المتحالفة في برلين، ألمانيا. وفي عام 1934، ترقّى إلى منصب مدير مرحلة الرقص الألماني، في ألمانيا النازية.
أخرج لابان المهرجانات الكبرى للرقص تحت تمويل وزارة دعاية جوزيف غوبلز من 1934-1936. كتب لابان حتى أثناء هذا الوقت أن «نريد أن نُكرّس وسائلنا التعبيرية والإفصاح لقوتنا لخدمة المهام العظيمة ل شعبنا. مع وضوح عدم حيادة ريادتنا التي تُمهد الطريق». وتم القيام بادعاءات مماثلة عديدة لالتحاق لابان بالأيديولوجية النازية، على سبيل المثال مبكرًا في يوليو 1933 كان يفصل جميع التلاميذ غير الآريين من دورة الأطفال الذي كان يديرها بصفته مدير الباليه. ومع ذلك، أشار بعض الباحثين اللابانيين إلى أن مثل هذه الكلمات والأفعال كانت ضرورية من أجل البقاء في ألمانيا في ذلك الوقت، وأن منصبه كان غير مستقر لأنه لم يكن مواطنًا ألمانيًا أو أحد أعضاء الحزب النازي. وتم تتويج عمله في ظل النظام النازي في عام 1936 مع حظر جيوبل من رياح الربيع والفرحة الجديدة (من رياح الربيع والفرحة الجديدة) بسبب عدم تعزيز جدول أعمال النازية.
سُمح له بالسفر لباريس في عام 1937 ومن هناك ذهب إلى إنجلترا. والتحق بمدرسة چووس-لييدر للرقص في قاعة دارتينجتون في بلدة ديڨون حيثما كان الرقص المبتكر يُدرّس من قِبل لاجئين آخرين من ألمانيا.
تمت مساعدته إلى حد كبير في تعليمه للرقص خلال هذه السنوات عن طريق زميلته المقربة وشريكته طويلة الأمد ليزا أولمان (Lisa Ullmann). وأدّى تعاونهم إلى تأسيس نقابة فن لابان للحركة (الآن تعرف باسم نقابة لابان للحركة والرقص) في عام 1945 وستوديو فن الحركة في مانشستر في عام 1946. وكان لابان صديقاً لكارل يونغ (Carl Jung).
في عام 1947، نشر جهد كتاب، دراسة فوردية من الوقت الذي استغرقه لأداء مهام في مكان العمل والطاقة المستخدمة. وحاول توفير أساليب تهدف إلى مساعدة العاملين على محو «حركات الظل» (التي يعتقد أنها تهدر الطاقة والوقت) والتركيز بدلاً من ذلك على الحركات البناءة اللازمة للتمكن من المهنة.
توفي لابان في المملكة المتحدة.
كانت ماري ويجمان وكورت چووس وليزا أولمان وليليان هارميل (Lilian Harmel) وصوفي تاوبر-أرب (Sophie Taeuber-Arp) وهيلد هولجر (Hilde Holger) ووارين لامب (Warren Lamb) من بين طلاب وأصدقاء وزملاء لابان.

## الأرشيفات
ال المجموعة اللابانية في الأرشيف اللاباني[وصلة مكسورة] في الكونسرفتوار اللاباني الثالوثي للموسيقى والرقص التي توثّق حياة وعمل لابان في عشرينيات القرن العشرين-خمسينيات القرن العشرين. ال أرشيف رودولف لابان في مركز المورد الوطني للرقص نسخة محفوظة 23 ديسمبر 2012 at Archive.is الذي يوثّق حياته التعليمية في المملكة المتحدة ويحتوي على العديد من رسوماته الأصلية. مجموعة جون هودجسون (John Hodgson) في مكتبة براذرتون في جامعة ليدز، التي تحمل وثائق أصلية لحياة لابان المهنية في أوروبا في بداية القرن العشرين.
أرشيفات أخرى تضم مادة عن رودولف لابان وتحتوي على أرشيف لايبزغ للرقص (الإصدار الخامس)، أرشيف دارتينجتون وأرشيفات الرقص الألمانية، كولوجن

## الأعمال والمنشورات
- (Undated). Harmonie Lehre Der Bewegung (German). (Handwritten copy by Sylvia Bodmer of a book by Rudolf Laban) London: Laban Collection[وصلة مكسورة] S. B. 48.
- (1920). Die Welt des Taenzers [The world of Dancers] (German). Stuttgart: Walter Seifert. (3rd edition, 1926)
- (1926). Choreographie: Erstes Heft (German). Jena: Eugen Diederichs.
- (1926). Gymnastik und Tanz (German). Oldenburg: Stalling.
- (1926). Des Kindes Gymnastik und Tanz (German). Oldenburg: Stalling.
- (1928). Schriftanz: Methodik, Orthographie, Erlaeuterungen (German). Vienna: Universal Edition.
- (1929). "Das Choreographische Institut Laban" in Monographien der Ausbildungen fuer Tanz und Taenzerische Koeperbildung (German). Edited by Liesel Freund. Berlin-Charlottenburg: L. Alterthum.
- (1947). with F. C. Lawrence. Effort: Economy of Human Movement London: MacDonald and Evans. (4th reprint 1967)
- (1948). Modern Educational Dance. London: MacDonald and Evans. (2nd Edition 1963, revised by Lisa Ullmann)
- (1948). "President’s address at the annual general meeting of the Laban art of movement guild". Laban Art of Movement Guild News Sheet. 1 (April): 5-8.
- (1950). The Mastery of Movement on the Stage. London: MacDonald and Evans.
- (1951). "What has led you to study movement? Answered by R. Laban". Laban Art of Movement Guild News Sheet. 7 (Sept.): 8-11.
- (1952). "The art of movement in the school". Laban Art of Movement Guild News Sheet. 8 (March): 10-16.
- (1956). Laban’s Principles of Dance and Movement Notation. London: MacDonald and Evans. (2nd edition 1975, annotated and edited by Roderyk Lange)
- (1960). The Mastery of Movement. (2nd Edition of The Mastery of Movement on the Stage), revised and enlarged by Lisa Ullmann. London: MacDonald and Evans. (3rd Edition, 1971. London: MacDonald and Evans) (1st American Edition, 1971. Boston: Plays) (4th Edition, 1980. Plymouth, UK: Northcote House)
- (1966). Choreutics. Annotated and edited by Lisa Ullmann. London: MacDonald and Evans.
- (1974). The Language of Movement; A Guide Book to Choreutics. Annotated and edited by Lisa Ullmann. Boston: Plays. (American publication of Choreutics)
- (1975). A Life For Dance; Reminiscencs. Translated and annotated by Lisa Ullmann. London: MacDonald & Evans. (Original German published 1935.)
- (1984). A Vision of Dynamic Space. Compiled by Lisa Ullmann. London: The Falmer Press.

## وصلات خارجية
- رودولف لابان على موقع الموسوعة البريطانية (الإنجليزية)
- رودولف لابان على موقع مونزينجر (الألمانية)

- Rudolf Laban -extensive biography from Trinity Laban site
- Limsonline Laban/Bartenieff Institute of Movement Studies - LIMS NYC
- About Laban Biographical information taken from A Movement Perspective of Rudolf Laban by Sam Thornton - website of LInC (Laban International Courses) in UK.
- Short biographies of Laban and some leading Laban practitioners -website of Laban Project
- Laban Ring -a community of webpages with Laban-related content
- The Body in service of Drama - movement studies for actors and performers